# Халими, Бесар
Бесар Халими (алб. Besar Halimi; 12 декабря 1994 года, Франкфурт-на-Майне) — косоварский футболист, полузащитник клуба «Галлешер» и сборной Косова.

## Клубная карьера
Бесар Халими начал заниматься футболом в 2000 году в клубе «Айнтрахт» из его родного города. В 2007 году он продолжил тренироваться в команде «Дармштадт 98», а в 2009 году — в «Нюрнберге». За «Нюрнберг» Халими играл в Бундеслиге для футболистов до 19 лет, за резервную команду клуба он выступал в Региональной лиге.
В июле 2013 года футболист перешёл в «Штутгарт», где играл за вторую команду клуба в Третьей лиге. 21 сентября того же года он дебютировал на профессиональном уровне, выйдя в стартовом составе «Штутгарта II» в домашнем матче против эрфуртского «Рот-Вайсса». Далее поиграв за «Штутгартер Кикерс» также в Третьей лиге, Халими в июле 2015 года подписал контракт с клубом Бундеслиги «Майнц 05», но почти сразу же был отдан в аренду команде Второй Бундеслиги «Франкфурт».
Во второй по уровню немецкой лиге Халими дебютировал 25 июля 2015 года в домашнем матче против «РБ Лейпцига». Спустя 3 недели он забил свой первый гол во Второй Бундеслиге, открыв счёт на 1-й минуте домашнего поединка против «Карлсруэ».
Летом 2007 года Халими был отдан в аренду до конца сезона датскому клубу «Брондбю». В сезоне 2017/18 Бесар отметился семью забитыми голами в 29 матчах чемпионата Дании, а также помог команде выиграть Кубок Дании, который стал первым для клуба трофеем за последние десять лет. В августе 2018 года Халими вернулся в «Брондбю» уже на постоянной основе, заключив с клубом контракт на два года.

## Карьера в сборной
10 октября 2015 года Бесар Халими дебютировал за сборную Косова в товарищеском матче против сборной Экваториальной Гвинеи, выйдя в стартовом составе.

## Статистика выступлений

### В сборной
| Матчи и голы Бесара Халими за сборную Косова | Матчи и голы Бесара Халими за сборную Косова | Матчи и голы Бесара Халими за сборную Косова | Матчи и голы Бесара Халими за сборную Косова | Матчи и голы Бесара Халими за сборную Косова | Матчи и голы Бесара Халими за сборную Косова | Матчи и голы Бесара Халими за сборную Косова |
| №                                            | Дата                                         | Место проведения                             | Соперник                                     | Счёт                                         | Голы                                         | Соревнование                                 |
| -------------------------------------------- | -------------------------------------------- | -------------------------------------------- | -------------------------------------------- | -------------------------------------------- | -------------------------------------------- | -------------------------------------------- |
| 1                                            | 10 октября 2015                              | Городской стадион, Приштина                  | Экваториальная Гвинея                        | 2:0                                          | —                                            | Товарищеский матч                            |
| 2                                            | 13 ноября 2015                               | Городской стадион, Приштина                  | Албания                                      | 2:2                                          | —                                            | Товарищеский матч                            |
| 3                                            | 3 июня 2016                                  | Франкфуртер Фольксбанк, Франкфурт-на-Майне   | Фарерские острова                            | 2:0                                          | —                                            | Товарищеский матч                            |
| 4                                            | 5 сентября 2016                              | Веритас, Турку                               | Финляндия                                    | 1:1                                          | —                                            | Квалификация ЧМ 2018                         |
| 5                                            | 6 октября 2016                               | Лоро Боричи, Шкодер                          | Хорватия                                     | 0:6                                          | —                                            | Квалификация ЧМ 2018                         |
| 6                                            | 5 сентября 2017                              | Лоро Боричи, Шкодер                          | Финляндия                                    | 0:1                                          | —                                            | Квалификация ЧМ 2018                         |
| 7                                            | 6 октября 2017                               | Лоро Боричи, Шкодер                          | Украина                                      | 0:2                                          | —                                            | Квалификация ЧМ 2018                         |
| 8                                            | 9 октября 2017                               | Лаугардалсвёллур, Рейкьявик                  | Исландия                                     | 0:2                                          | —                                            | Квалификация ЧМ 2018                         |
| 9                                            | 13 ноября 2017                               | Олимпийский стадион Адем Яшари, Митровица    | Латвия                                       | 4:3                                          | 1                                            | Товарищеский матч                            |
| 10                                           | 29 мая 2018                                  | Летцигрунд, Цюрих                            | Албания                                      | 3:0                                          | —                                            | Товарищеский матч                            |

Итого: 10 матчей / 1 гол; eu-football.info.